# Спедалето (Фиренца)
Спедалето је насеље у Италији у округу Фиренца, региону Тоскана.
Према процени из 2011. у насељу је живело 480 становника. Насеље се налази на надморској висини од 260 м.